# 北陸朝鮮初中級学校
北陸朝鮮初中級学校（ほくりくちょうせんしょちゅうきゅうがっこう、호꾸리꾸조선초중급학교）は、福井県福井市にある朝鮮学校。主に福井県・富山県・石川県の在日朝鮮人子弟を対象にした教育を行っている各種学校（非一条校）である。

## 沿革
- 1945年 - 各地に国語講習所を設立
- 1949年 - 朝鮮学校閉鎖令により閉鎖
- 1966年 - 現校を設立
- 2016年 - 休校[1]

## 学科
- 中級部
- 初級部

## 生徒数
2015年4月の時点で3人

## 所在地
- 〒910-2162 福井市南山町20-1